# 서울의 산 목록
다음은 대한민국 서울특별시에 위치한 산의 목록이다.

서울의 주요 산 위치도

## 목록
| 산     | 한자   | 고도 (m) | 위치                                             | 설명 | 웹                               |
| ------ | ------ | -------- | ------------------------------------------------ | --- | -------------------------------- |
| 개운산 | 開運山 | 134      | 성북구                                           | 고려대학교 뒷편에 있는 산이다. |                                  |
| 개웅산 | 開雄山 | 125      | 구로구                                           | |                                  |
| 개화산 | 開花山 | 132      | 강서구                                           | |                                  |
| 관악산 | 冠岳山 | 632      | 관악구, 시흥시, 과천시, 안양시                   | 원각사와 연주암등 크고 작은 사찰과 암자가 많으며, 벼랑 위에 있는 연주대가 유명하다. | [ 깨진 링크 ( 과거 내용 찾기 ) ] |
| 구룡산 | 九龍山 | 306      | 서초구, 강남구                                   | 정상전망대는 306m이며, 제2봉인 국수봉은 "서울 최고의 야경 명산 구룡산"으로 방송매체에서 수차례 방영된, 주.야경 조망명소 및 "출사지"로, 높지 않아 주변 주민들이 산책이나 운동을 즐긴다 | [ 깨진 링크 ( 과거 내용 찾기 ) ] |
| 굴봉산 | 窟峰山 | 145      | 구로구                                           | |                                  |
| 금호산 | 金湖山 | 140      | 성동구, 중구                                     | 정상에 해병대 군부대가 있어서, 주민들 사이에 해병대산이라고 불리기도 한다. |                                  |
| 낙산   | 駱山   | 125      | 종로구, 동대문구, 성북구                         | 낙타의 등과 비슷한 모양한 모양이라 낙타산, 타락산 또는 낙산이라고 부른다. 한양도성의 동산에 해당되며, 풍수지리상 서쪽 우백호의 인왕산에 대치되는 동쪽 좌청룡에 해당한다. | [ 깨진 링크 ( 과거 내용 찾기 ) ] |
| 남산   | 南山   | 262      | 중구, 용산구                                     | N 서울타워가 있어서, 서울 시내를 한눈에 볼 수 있다 | [ 깨진 링크 ( 과거 내용 찾기 ) ] |
| 남한산 | 南漢山 | 522      | 송파구, 광주시                                   | 남한산성이 위치한 산이다. 주변의 산과 비슷한 높이로 이어져있어 산세의 구별이 모호하다. |                                  |
| 노고산 | 老姑山 | 106      | 마포구                                           | 서강대학교의 뒷편에 위치한 완만한 구릉성의 산이다. |                                  |
| 대모산 | 大母山 | 293      | 강남구, 서초구                                   | 근교 아파트에 사는 주민들이 휴식공간으로 자주 찾는 산이다. | [ 깨진 링크 ( 과거 내용 찾기 ) ] |
| 대현산 | 大峴山 | 123      | 성동구                                           | 대현산은 응봉의 줄기이며, 인근 주택가가 아파트단지로 재개발되었다. 사방으로 서울 동부지역을 조망하기 좋다. |                                  |
| 도봉산 | 道峰山 | 740      | 도봉구, 양주시, 의정부시                         | 교통이 편리하며 기암괴석과 암봉들이 특징적이다. | [ 깨진 링크 ( 과거 내용 찾기 ) ] |
| 매봉산 | 梅峰山 | 95       | 강남구                                           | 독구리산이라고도 불린다. 산 아래에 돌이 많다고 하여 붙여진 이름이며, 도곡동 이름의 유래가 되었다. |                                  |
| 매봉산 | 妹峰山 | 236      | 용산구, 중구, 성동구                             | 매봉산은 응봉근린공원에 포함되어 있으나 현재는 매봉산으로 불리고 있다. 옛날에는 응봉(鷹峰)으로 통칭되었으나 현재는 매봉산, 금호산, 대현산, 대현산배수지공원, 응봉산으로 나뉘었다. 응봉근린공원의 전체적인 면적은 670,168m2이고, 자치구별 면적은 용산구(172,217m2), 중구(115,418m2), 성동구(382,533m2)이며 자치구별로 분할하여 관리한다. |                                  |
| 매봉산 | 每奉山 | 108      | 구로구                                           | 아기자기한 숲길로 유명하다. 오류동역에서 가까우며, 궁동터널이 지나는 산이기도 하다. |                                  |
| 배봉산 | 拜峰山 | 106      | 동대문구                                         | |                                  |
| 백련산 | 白蓮山 | 216      | 은평구, 서대문구                                 | 야트막한 산이지만 응암동, 구파발, 홍은동 일대 주민들이 자주 찾으며, 산내에는 백련사라는 절이 있다. | [ 깨진 링크 ( 과거 내용 찾기 ) ] |
| 벽오산 | 碧梧山 | 135      | 강북구, 성북구                                   | 오패산과 이어져 있으며, 명칭도 섞어 쓰이는 듯 하다. |                                  |
| 봉화산 | 烽火山 | 138      | 중랑구                                           | |                                  |
| 북악산 | 北岳山 | 342      | 종로구                                           | 경복궁의 뒤쪽에 위치해있으며, 동서를 이어주는 길은 드라이브 코스로 인기가 있다. | [ 깨진 링크 ( 과거 내용 찾기 ) ] |
| 북한산 | 北漢山 | 837      | 도봉구, 은평구, 종로구, 의정부시, 고양시, 양주시 | 서울과 경기도를 대표하는 산으로 백운대, 인수봉, 만경대의 세 봉우리가 모여있어 삼각산으로도 불린다. 국립공원으로 지정되어 있다. | [ 깨진 링크 ( 과거 내용 찾기 ) ] |
| 불암산 | 佛岩山 | 508      | 노원구, 남양주시                                 | 산내에 불암사가 있으며 정상 부분 전체가 바위로 구성된다. | [ 깨진 링크 ( 과거 내용 찾기 ) ] |
| 삼성산 | 三聖山 | 481      | 관악구, 구로구, 안양시                           | 원효대사가 의상, 윤필과 입산하여 수도한 곳이라 삼성산이라 부른다. |                                  |
| 성산   | 城山   | 66       | 마포구                                           | 성산동의 진산(鎭山)이다. |                                  |
| 수락산 | 水落山 | 638      | 노원구, 의정부시, 남양주시                       | 금류폭포와 내원암이 있으며, 바위 경치가 뛰어나다. | [ 깨진 링크 ( 과거 내용 찾기 ) ] |
| 아차산 | 峨嵯山 | 287      | 광진구, 구리시                                   | 삼국시대의 전략 요충지로 온달장군의 전설이 전해져 온다. 대성암, 석곽분, 다비터, 봉수대 등이 있다. | [ 깨진 링크 ( 과거 내용 찾기 ) ] |
| 안산   | 鞍山   | 296      | 서대문구                                         | 정상에서 서울 시내가 한눈에 보이며 봉원사와 봉수대가 있다. | [ 깨진 링크 ( 과거 내용 찾기 ) ] |
| 오패산 | 梧牌山 | 123      | 성북구, 강북구                                   | 현재 북서울꿈의숲이 조성되어 있다. |                                  |
| 와우산 | 臥牛山 | 79       | 마포구                                           | 홍익대학교 뒷쪽에 위치하여 있으며, 약수터와 근린공원이 들어서있는 야트막한 산이다. |                                  |
| 용마산 | 龍馬山 | 348      | 광진구                                           | 광진구 중곡동과 중랑구 면목동에 걸쳐 있는 아차산의 가장 높은 봉우리로서, 예전에 용마가 나왔다고 전하는 데서 유래된 이름이다. 크다고 하여 대봉이라고도 한다. | [ 깨진 링크 ( 과거 내용 찾기 ) ] |
| 용왕산 | 龍王山 | 78       | 양천구                                           | 정상에서 서울시내 조망이 가능하며 주민들을 위해 운동장이 개방되어 있다. | [ 깨진 링크 ( 과거 내용 찾기 ) ] |
| 우면산 | 牛眠山 | 293      | 서초구, 과천시                                   | 예술의 전당 뒷편과 남부터미널 입구 길로 우면산에 올라갈 수 있다. | [ 깨진 링크 ( 과거 내용 찾기 ) ] |
| 우장산 | 雨裝山 | 99       | 강서구                                           | 화곡동의 진산(鎭山)이다. |                                  |
| 응봉산 | 應峰山 | 81       | 성동구                                           | 훼손된 자연을 개나리동산으로 가꾸어 놓았다. 주변 동은 산 이름을 딴 응봉동이다. |                                  |
| 인릉산 | 仁陵山 | 326      | 서초구, 성남시                                   | 인릉이 있기 때문의 붙여진 이름이라고도 하나, 일제에 의해 왜곡된 이름이라는 설도 있다. |                                  |
| 인왕산 | 仁王山 | 338      | 서대문구                                         | 높지 않은 바위산이지만 바위가 아름답고 정상에서 보이는 도시 풍경으로 유명하다. | [ 깨진 링크 ( 과거 내용 찾기 ) ] |
| 일자산 | 一字山 | 150      | 강동구, 하남시                                   | 一자로 쭉 뻗어있는 모양이라 일자산이라는 이름이 붙었다. 서울시와 하남시의 경계를 이루고 있다. |                                  |
| 천마산 | 天馬山 | 144      | 송파구, 하남시                                   | 면적은 174,710km2이며, 정상에서 송파구 일대가 한눈에 들어와 전망이 좋다. |                                  |
| 천장산 | 天藏山 | 140      | 동대문구                                         | 경희대학교 뒷쪽에 위치해있다. |                                  |
| 청계산 | 淸溪山 | 618      | 서초구, 과천시, 의왕시, 성남시                   | 정상에서 과천시와 서울대공원, 서울랜드, 국립현대미술관, 과천 경마장 등을 한눈에 볼 수 있다 | [ 깨진 링크 ( 과거 내용 찾기 ) ] |
| 초안산 | 楚安山 | 114      | 도봉구, 노원구                                   | 내시들과 사대부들의 무덤이 위치해있으며, 근린공원도 마련되어있다. |                                  |
| 호암산 | 虎巖山 | 390      | 금천구, 시흥시                                   | 산세가 호랑이 형상을 닮았다 하여 일명 호암산(虎巖山)이라고도 한다. |                                  |

## 같이 보기
- 한국의 산 목록

## 참고 자료
- “역사와 지리 /지리 /산맥 및 산 /한국 /서울특별시(23)”. 두산세계대백과사전. 2008년 5월 3일에 확인함.[깨진 링크(과거 내용 찾기)]